# Агнес Габриел
Агнес Габриел (на немски: Agnès Gabriel) е псевдоним на германска журналистка и писателка, авторка на произведения в жанра исторически роман, любовен роман и биография.

## Биография и творчество
Агнес Габриел е родена в Германия. Следва история на изкуството и романистика. След дипломирането си работи академично по специалността си. После става журналистка и започва да пише художествена литература, исторически романи и романи за жени, под различни псевдоними. Книгите ѝ са преведени на различни езици.
През 2020 г. е издаден романът ѝ „Мерси, мосю Диор“. В историята, развиваща се през 1947 г. в Париж, младата Селестин бяга от ограничения си съпружески живот и среща срамежливия дизайнер Кристиан Диор. Тя вдъхновява дизайнера с естествената си женственост, става негова лична секретарка и муза, а след жестокостта на войната хората копнеят за красота и мода. Селестин сякаш губи себе си, но намира любовта.
През 2023 г. е издаден романът ѝ „Кутюриерът: Елза Скиапарели и изкуството на модата“ от съвместната поредица „Смели жени между изкуството и любовта“. Той представя живота на моделиерката Елза Скиапарели, която през 1922 г. напуска Ню Йорк с малката си дъщеря Гого след изневярата на съпруга си и се установява в Париж. Първоначално работи като шивачка, а приятелството ѝ със сюрреалисти като Ман Рей, Жан Кокто и Пабло Пикасо я вдъхновяват към модния дизайн. Бързо става известна и съперница на Коко Шанел в революцията на света на модата, а и намира своята нова любов.
През 2024 г. е издаден романът ѝ „Художникът на светлината: Мане търси своята муза в нея, но Берта Моризо намира своя собствен път в изкуството“ от съвместната поредица „Необикновени жени между новото начало и любовта“. В Париж през 1868 г. младата художничка Берта Моризо среща пионера на модернизма Едуар Мане, който намира красивата жена своята муза. Но нейните артистични амбиции също са големи и тя развива кариерата си. Заедно с това среща любовта си – брат му Йожен Мане.
Агнес Габриел живее със семейството си в Хамбург, Люнебургско поле, Северна Германия.

## Произведения

### Самостоятелни романи
- Merci, Monsieur Dior (2020) – за Кристиан Диор[1][1][2]
Мерси, мосю Диор, изд.: „Унискорп“, София (2023), прев. Ваня Пенева

### Участие в общи серии с други писатели

#### Поредица „Смели жени между изкуството и любовта“ (Mutige Frauen zwischen Kunst und Liebe)
- Die Couturière: Elsa Schiaparelli und die Kunst der Mode (2023) – за Елза Скиапарели, парижка моделиерка и дизайнерка[1][2]

от поредицата има още 25 романа от различни автори – Ан Жирар, Глория Голдрайх, Анабел Абс, Мери Бесон, Мишел Марли, Каролине Бернард, Валери Трирвайлер, Лена Йохансон, Софи Бенедикт, Хайди Рен, Таня Шли и др.

#### Поредица „Необикновени жени между новото начало и любовта“ (Außergewöhnliche Frauen zwischen Aufbruch und Liebe)
- Die Malerin des Lichts: Manet sucht in ihr seine Muse, doch Berthe Morisot findet ihren eigenen Weg in der Kunst (2024) – за художничката Берта Моризо[1][2]

от поредицата има още 14 романа от различни автори – Беате Рюгиерт, Алисън Патаки, Хайди Рен и др.